# Joshua Wong
Joshua Wong (Hong Kong, 13 d'octubre de 1996) és un activista polític estudiantil de Hong Kong fundador del moviment Scholarism, format per estudiants d'educació secundària i d'universitat. Fou una de les figures clau en les protestes a Hong Kong del 2014 i fou considerat per la CNN com «el més prominent dels líders de la protesta estudiantil de Hong Kong». Actualment és secretari general del partit liberal Demosistō de Hong Kong, el qual fou fundat el 2016.

## Trajectòria
Ha estat anomenat l'«hereu de Tian'anmen» en referència a la protesta del 1989. Wong ha aparegut a la portada de la revista Time, on fou anomenat «la veu d'una generació» i la revista Fortune el va incloure a la llista dels 50 líders més grans del món el 2015, i se'l va nominar pel Premi Nobel de la Pau l'any 2017.
L'agost de 2017, Wong i dues activistes més prodemocràcia serien detinguts i empresonats per la seva participació en l'ocupació de la plaça Civic Square a Hong Kong, en la incipient Revolució dels Paraigües; el gener de 2018 tornaria a ser detingut i empresonat per no haver cooperat en la investigació de les protestes del 2014; i l'agost de 2019 se'l tornaria a detenir per haver participat a les Protestes a Hong Kong de 2019.
El 23 de novembre de 2020 va ingressar a presó, en règim de provisionalitat, juntament amb Ivan Lam i Agnes Chow, després que es declarés culpable davant d'un jutjat de primera instància de la magistratura de West Kowloon. La jutgessa Wong Sze-lai va manifestar que la condemna a presó era «l'única opció apropiada» per assolir la dissuasió de més protestes i evitar que es repetís una nova onada de mobilitzacions com les de 2019. Els tres activistes van ser acusats de «participació activa» en l'assalt a una comissaria de policia i haver «incitat» als manifestants a envoltar-la. El 2 de desembre de 2020 va ser condemnat a 13 mesos de presó, mentre que Lam ho va ser a 7 i Chow a 10.
El gener de 2021, fou una de les 50 personalitats que signar el manifest «Dialogue for Catalonia», promogut per Òmnium Cultural i publicat a The Washington Post i The Guardian, a favor de l'amnistia dels presos polítics catalans i del dret d'autodeterminació en el context del procés independentista català. Els signants lamentaren la judicialització del conflicte polític català i conclogueren que aquesta via, lluny de resoldre'l, l'agreuja: «ha comportat una repressió creixent i cap solució». Alhora, feren una crida al «diàleg sense condicions» de les parts «que permeti a la ciutadania de Catalunya decidir el seu futur polític» i exigiren la fi de la repressió i l'amnistia per als represaliats.